# جییده (شهرستان نوکت)
جییده (به قرقیزی: Жийде، جىيدە) یک منطقهٔ مسکونی در قرقیزستان است که در شهرستان نوکت واقع شده‌است. جییده ۳٬۷۱۹ نفر جمعیت دارد و ۱٬۳۵۴ متر بالاتر از سطح دریا واقع شده‌است.